# Luc Winants
Luc Winants (ur. 1 stycznia 1963, zm. 7 lutego 2023) – belgijski szachista, arcymistrz od 1998 roku.

## Kariera szachowa
Od połowy |lat 80. XX wieku należy do czołówki belgijskich szachistów. Pomiędzy 1984 a 2016 rokiem dziewięciokrotnie uczestniczył w szachowych olimpiadach (w tym 5 razy na I szachownicy) oraz raz (1989) na I szachownicy belgijskiego zespołu w drużynowych mistrzostwach Europy. W 1986 zdobył w Brukseli tytuł indywidualnego mistrza swojego kraju.
Pierwszy znaczący sukces na arenie międzynarodowej odniósł w roku 1980, zajmując III miejsce (za Jaanem Ehlvestem i Romualdem Mainką) w turnieju juniorów w Schilde. Dwa lata później reprezentował barwy Belgii w mistrzostwach świata juniorów do lat 20 w Kopenhadze (w których triumfował Andriej Sokołow). W 1987 podzielił I miejsce (wraz z Ivanem Farago i Noną Gaprindaszwili) w turnieju B festiwalu w Wijk aan Zee, w 1988 podzielił II lokatę (za Aleksandrem Chalifmanem) w Dordrechcie, w 1991 zwyciężył w Barcelonie (przed m.in. Pią Cramling), natomiast w 1992 podzielił II miejsce (za Christopherem Lutzem, a wraz Rajem Tischbierkiem) w otwartym turnieju w Ostendzie. Kolejny sukces osiągnął w roku 2002, znajdując się wśród zwycięzców openu w Cappelle-la-Grande.
Najwyższy ranking w karierze osiągnął 1 maja 2011 r., z wynikiem 2547 punktów zajmował wówczas 1. miejsce wśród belgijskich szachistów.